# 北海道帯広盲学校
北海道帯広盲学校（ほっかいどうおびひろもうがっこう）は、北海道帯広市に所在する盲学校。視覚障害者を教育対象とする公立（道立）特別支援学校。

## 概要

### 創立の経緯
かつて道東地方には視覚障害者・聴覚障害者を教育対象とする教育施設が存在しなかった。それを知った小樽盲唖学校訓導の岩元悦郎が1937年4月に帯広市に移住し、同年7月1日に私立帯広盲唖院を開設した。

### 幼児・児童・生徒数
合計
| 幼稚部 | 小学部 | 中学部 | 合計 |
| ------ | ------ | ------ | ---- |
| 0人    | 2人    | 5人    | 7人  |

幼稚部
| 学年 | 幼児数 |
| ---- | ------ |
| 年少 | 0人    |
| 年中 | 0人    |
| 年長 | 0人    |
| 合計 | 0人    |

小学部
| 学年  | 児童数 |
| ----- | ------ |
| 1年生 | 0人    |
| 2年生 | 1人    |
| 3年生 | 0人    |
| 4年生 | 0人    |
| 5年生 | 1人    |
| 6年生 | 0人    |
| 合計  | 2人    |

中学部
| 学年  | 生徒数 |
| ----- | ------ |
| 1年生 | 1人    |
| 2年生 | 2人    |
| 3年生 | 2人    |
| 合計  | 5人    |

2019年（令和元年）5月1日現在

### 教職員数
| 教職員       | 人数 |
| ------------ | ---- |
| 校長         | 1人  |
| 教頭         | 1人  |
| 教諭         | 15人 |
| 養護教諭     | 1人  |
| 栄養教諭     | 1人  |
| 寄宿舎指導員 | 9人  |
| 事務長       | 1人  |
| 事務職員     | 3人  |
| 合計         | 32人 |

2019年（令和元年）5月1日現在

## 沿革
- 1937年（昭和12年）7月1日 - 私立帯広盲唖学校が開設する[1]。
- 1948年（昭和23年）
  - 6月1日 - 財団法人天郷学園帯広盲学校となる[1]。
  - 10月1日 -  運営が北海道に移管され、北海道立帯広盲・聾学校に改称する[1]。
- 1950年（昭和25年）4月1日 - 北海道帯広盲学校に改称する[1]。
- 1958年（昭和33年）8月11日 - 北海道帯広盲学校校舎・寄宿舎が竣工し、北海道帯広聾学校から分離する[1]。
- 1987年（昭和62年）10月25日 - 開校50周年記念式典を挙行する[1]。
- 1993年（平成5年）2月22日 - 十勝管内教育奨励表彰を受賞する[1]。
- 2008年（平成20年）4月1日 - 十勝特別支援教育推進ネットワーク協議会（とかネット）事務局校となる[1]。
- 2012年（平成24年）4月1日 - 北海道帯広盲学校寄宿舎と北海道帯広聾学校寄宿舎を統合する[1]。

## 通学区域
釧路市、帯広市、北見市（留辺蘂町及び常呂町の区域を除く。）、網走市、根室市、富良野市、南富良野町、占冠村、美幌町、津別町、斜里町、清里町、小清水町、訓子府町、置戸町、大空町、音更町、士幌町、上士幌町、鹿追町、新得町、清水町、芽室町、中札内村、更別村、大樹町、広尾町、幕別町、池田町、豊頃町、本別町、足寄町、陸別町、浦幌町、釧路町、厚岸町、浜中町、標茶町、弟子屈町、鶴居村、白糠町、別海町、中標津町、標津町及び羅臼町 